# Kazuhiro Yoshimura
Kazuhiro Yoshimura (japanisch 吉村 和弘, Yoshimura Kazuhiro; * 28. Juli 1996 in der Präfektur Ibaraki) ist ein japanischer Tischtennisspieler. Er gewann zwei Medaillen bei der Universiade.

## Werdegang
Kazuhiro Yoshimura wurde, wie sein Bruder Maharu, als Sohn einer philippinischen Mutter und eines japanischen Vaters geboren. Er begann während seiner Grundschulzeit mit dem Tischtennissport. Erstmals international trat er 2014 auf. Mit der Mannschaft wurde der Japaner dabei Jugend-Vizeweltmeister. Im Juli 2017 rückte Yoshimura erstmals unter die Top 100 der ITTF-Weltrangliste. Weitere nennenswerte Erfolge sind der Gewinn der Hongkong Open 2018 sowie der Bronzemedaille im Mixed bei der Asienmeisterschaft. Zweimal sicherte er sich Silber bei den Japanischen Meisterschaften im Einzel. Bei der Universiade 2017 holte er sowohl im Mixed als auch im Teamwettbewerb Silber.
Kazuhiro Yoshimura spielte zwei Jahre lang in der zweiten deutschen Bundesliga, nämlich 2015/16 beim TTC Frickenhausen und 2016/17 beim TSV Bad Königshofen.

## Turnierergebnisse
| Verband | Veranstaltung            | Jahr | Ort            | Land | Einzel     | Doppel        | Mixed  | Team       | U-21          |
| ------- | ------------------------ | ---- | -------------- | ---- | ---------- | ------------- | ------ | ---------- | ------------- |
| JPN     | Asienmeisterschaft       | 2019 | Yogyakarta     | IDN  | letzte 64  | letzte 16     |        | Halbfinale |               |
| JPN     | World Tour               | 2019 | Shenzhen       | CHN  | letzte 32  |               |        |            |               |
| JPN     | World Tour               | 2019 | Panagjurischte | BUL  | letzte 32  | Silber        |        |            |               |
| JPN     | World Tour               | 2018 | Hongkong       | HKG  | Gold       |               |        |            |               |
| JPN     | World Tour               | 2018 | Kitakyūshū     | JPN  | letzte 16  |               |        |            |               |
| JPN     | World Tour               | 2018 | Daejeon        | KOR  | Qual.      |               |        |            |               |
| JPN     | World Tour               | 2018 | Doha           | QAT  | Qual.      |               |        |            |               |
| JPN     | World Tour               | 2017 | Tokio          | JPN  | letzte 32  |               |        |            | Viertelfinale |
| JPN     | World Tour               | 2017 | Chengdu        | CHN  | letzte 64  |               |        |            | Halbfinale    |
| JPN     | World Tour               | 2016 | Berlin         | GER  | letzte 128 |               |        |            | letzte 16     |
| JPN     | World Tour               | 2016 | Warschau       | POL  | letzte 32  |               |        |            | letzte 16     |
| JPN     | World Tour               | 2015 | Minsk          | BLR  | letzte 16  |               |        |            | letzte 16     |
| JPN     | World Tour               | 2014 | Stockholm      | SWE  |            | Viertelfinale |        |            | letzte 32     |
| JPN     | World Tour               | 2014 | Incheon        | KOR  | letzte 16  | letzte 16     |        |            | Qual.         |
| JPN     | World Tour               | 2014 | Yokohama       | JPN  |            |               |        |            | Qual.         |
| JPN     | World Tour               | 2014 | Jekaterinburg  | RUS  | letzte 64  | letzte 16     |        |            | letzte 16     |
| JPN     | Universiade              | 2017 | Taipeh         | TPE  | letzte 16  | Viertelfinale | Silber | Silber     |               |
| JPN     | Weltmeisterschaft        | 2019 | Budapest       | HUN  | letzte 64  |               |        |            |               |
| JPN     | Jugend-Weltmeisterschaft | 2014 | Shanghai       | CHN  | letzte 32  | Viertelfinale |        | Silber     |               |